# Alfred Wöhlk
Alfred Wöhlk (auch: Woehlk, Wøhlk; * 25. Juli 1868 in Frederikshavn, Dänemark; † 2. März 1949 in Kopenhagen) war ein dänischer Chemiker und Pharmazeut.

## Leben und Wirken
Alfred Wöhlk war das achte von elf Kindern seiner Eltern Carl Andreas Nicolai Wöhlk und Clara Wilhelmine Wöhlk, geb. Knutzen. Er studierte an der Pharmazeutischen Lehranstalt in Kopenhagen, wo er anschließend auch arbeitete und in deutscher Sprache publizierte. Im Jahr 1910 wurde er Inhaber der Trianglen-Apotheke in  Kopenhagen, die er bis zu seinem Tod im Jahr 1949 leitete; nebenher publizierte er für Danmarks Farmaceutiske Selskab (Dänemarks Pharmazeutische Gesellschaft) und erfand das Medikament Magnyl, eine dänische ASS-Variante mit Magnesiumoxid.

## Wöhlk-Reaktion
Alfred Wöhlk arbeitete 1904 mit verschiedenen Zuckern und versuchte, mit verschiedenen alkalischen Stoffen eine Nachweisreaktion auf Lactose zu finden. Einen Versuch mit Ammoniakwasser wollte er nach einer halben Stunde schon fast verwerfen, da entdeckte er eine rötliche Färbung, die sich unter den von ihm eingesetzten Zuckern nur mit Lactose und Maltose ergab. Dies war eine wichtige Entdeckung, denn eine Nachweisreaktion, die reduzierende Monosaccharide (z. B. Glucose) von reduzierenden Disacchariden (z. B. Lactose, Maltose) unterscheiden konnte, gab es zur damaligen Zeit noch nicht.
Die Wöhlk-Reaktion (auch: Wöhlk-Probe) wurde schon ein Jahr später von dem Innsbrucker Urologie-Professor Hans Malfatti, der sie im klinischen Labor einsetzte, durch Zugabe von drei Tropfen Kalilauge verbessert, da zum Gelingen der Wöhlk-Probe stark alkalische Verhältnisse (pH 12–13) vorliegen müssen. Die Wöhlk-Probe wurde bis in die 1980er Jahre im urologischen Labor zur Differenzierung eines gefährlichen Schwangerschaftsdiabetes von einem harmlosen Milchstau (Lactosurie) eingesetzt, aber auch im akademischen Lehrbetrieb, insbesondere im Pharmaziestudium und in Praktika der Lebensmittelchemie.
Die Wöhlk-Probe zum Nachweis von Lactose und Maltose erfährt seit 2016 einen erneuten Aufschwung, weil sie im Chemieunterricht als halbquantitativer Nachweis für den sehr unterschiedlichen Lactosegehalt von Milchprodukten eingesetzt werden kann, was für Menschen mit Laktoseintoleranz relevant ist.
Auch am Ende eines schulischen Standardexperiments, der Stärkespaltung durch Speichel-Amylase, dient sie zum Nachweis des Disaccharids Maltose, das als Hauptprodukt anfällt, neben Glucose, Isomaltose und anderen zufälligen Resten der endohydrolytischen Spaltung.
Die Wöhlk-Probe kann seit 1942 durch Fearon’s Test und seit 2019 durch eine sehr geringe konzentrierte, alkalische Lösung von Hexamethylendiamin ersetzt werden (pH = 13, c = 0,025 mol/L). Durch die Anwendung der Ersatzstoffe und des Ersatzverfahrens lassen sich Anwendung und Exposition von Ammoniak vermeiden.